# You Are the Saint, I Am the Sinner (sencillo)
You Are the Saint, I Am the Sinner (en español: «Tú eres el santo, yo soy el pecador») es un sencillo de la banda de glam metal y metal progresivo, Winger, de su álbum In The Heart Of The Young. Lanzado como single en 1991, la canción llegó al número 99 en los Estados Unidos, esta es junto a Hungry, Go to Hell y Baptized by Fire una de las canciones más metaleras de Winger, con grandes Riff de guitarras por parte de Reb Beach.

## Composición
A pesar de su sonido Glam metal, Kip Winger señala que la melodía es musicalmente una canción de heavy metal clásico y que en realidad es bastante difícil tocar, siendo más  parecido a canciones de grupos como Dio, Praying Mantis o Dokken,está siendo junto a Hungry, Go to Hell y Baptized by Fire una de las canciones más metaleras de Winger, con grandes Riff de guitarras por parte de Reb Beach.